# Nervi cubital
En l'anatomia humana, el nervi cubital (o, rarament utilitzat, nervi ulnar) és un nervi que s'estén prop del cúbit. El lligament col·lateral radial del colze està en relació amb el nervi cubital. El nervi és el més gran en el cos humà desprotegit per múscul o os, per la qual cosa la lesió és comuna. Aquest nervi està directament connectat amb el dit petit, i la meitat adjacent del dit anular, innervant la cara palmar d'aquests dits, incloent-hi tant davant com darrere de les puntes, potser tan enrere com els llits de les ungles.
Aquest nervi pot causar una sensació de xoc elèctric en colpejar posteriorment l'epitròclea, o inferiorment amb el colze flexionat. El nervi cubital està atrapat entre l'os i la pell amb la que queda cobert en aquest punt. Això es coneix comunament com "l'os de la música".

## Estructura
El nervi cubital s'origina principalment de les arrels espinals C8 i D1, que formen el fascicle medial del plexe braquial. No obstant això, sol rebre un ram comunicant de l'arrel lateral del nervi medià prop del seu origen el que explica la contribució de C7.
El nervi cubital baixa pel costat posteromedial de l'húmer, passant pel solc olecranià, entra al compartiment anterior (flexor) de l'avantbraç a través dels caps del múscul cubital anterior i discorre medial al cúbit. Després descendeix al costat de l'artèria cubital, profund al múscul flexor cubital del carp. Aquí a l'avantbraç dona diverses branques:
- Branques musculars
- Branca palmar
- Branca dorsal

Després entra al palmell de la mà. El nervi i l'artèria cubitals passen superficials al retinacle flexor de la mà, pel canal cubital. En el palmell dona les seves branques finals:
- Branca superficial del nervi cubital.
- Branca profunda del nervi cubital.

## Innervació

### Motora
El nervi cubital i les seves branques innerven els següents músculs a l'avantbraç i la mà:
- En l'avantbraç:
  - Cubital anterior
  - Flexor comú profund dels dits (la meitat medial)

- A la mà (branca profunda):
  - De l'eminència hipotènar:
    - Abductor del menovell
    - Flexor curt del menovell
    - Oponent del menovell
    - Els lumbricals 3 i 4

  - De l'eminència tènar
    - Adductor del polze
    - Cap profunda del flexor curt del polze

- A la mà (branca superficial):
  - Palmar curt
  - Els Interossis dorsals
  - Els Interossis palmars

### Sensitiva
El nervi cubital també proveeix d'informació sensitiva del cinquè dit, la meitat medial del quart, i la seva part corresponent al palmell:
- Branca palmar: innervació cutània de la part anterior d'aquesta zona, ungles incloses
- Branca dorsal: innervació cutània de la part posterior (sense les ungles)

Esquema de la innervació sensitiva del membre superior